# 葛启
葛启（1913年—2003年4月22日），原名葛善举，字启秀，男，直隶（今河北）望都人，中华人民共和国政治人物，曾任河北省革命委员会副主任，河北省人大常委会副主任，第六届全国人大代表。